# جون دوغاتي
جون دوغاتي (بالإنجليزية: John Doughty)‏ هو عسكري أمريكي، ولد في 25 يوليو 1754 في نيويورك في الولايات المتحدة، وتوفي في 16 سبتمبر 1826 في موريستاون في الولايات المتحدة.